# Hiram Powers
Pour les articles homonymes, voir Powers.
Hiram Powers (né le 29 juin 1805 à Woodstock, dans le Vermont - mort le 27 juin 1873) est un sculpteur néoclassique américain.

## Biographie
Fils d'un fermier, Hiram Powers est né à Woodstock, dans le Vermont, le 29 juin 1805. En 1819, son père s'installe dans l'Ohio, près de Cincinnati, où le jeune Hiram va à l'école pendant un an, en habitant chez son frère, qui y était avocat.
Une de ses sculptures les plus connues est L'Esclave grecque.

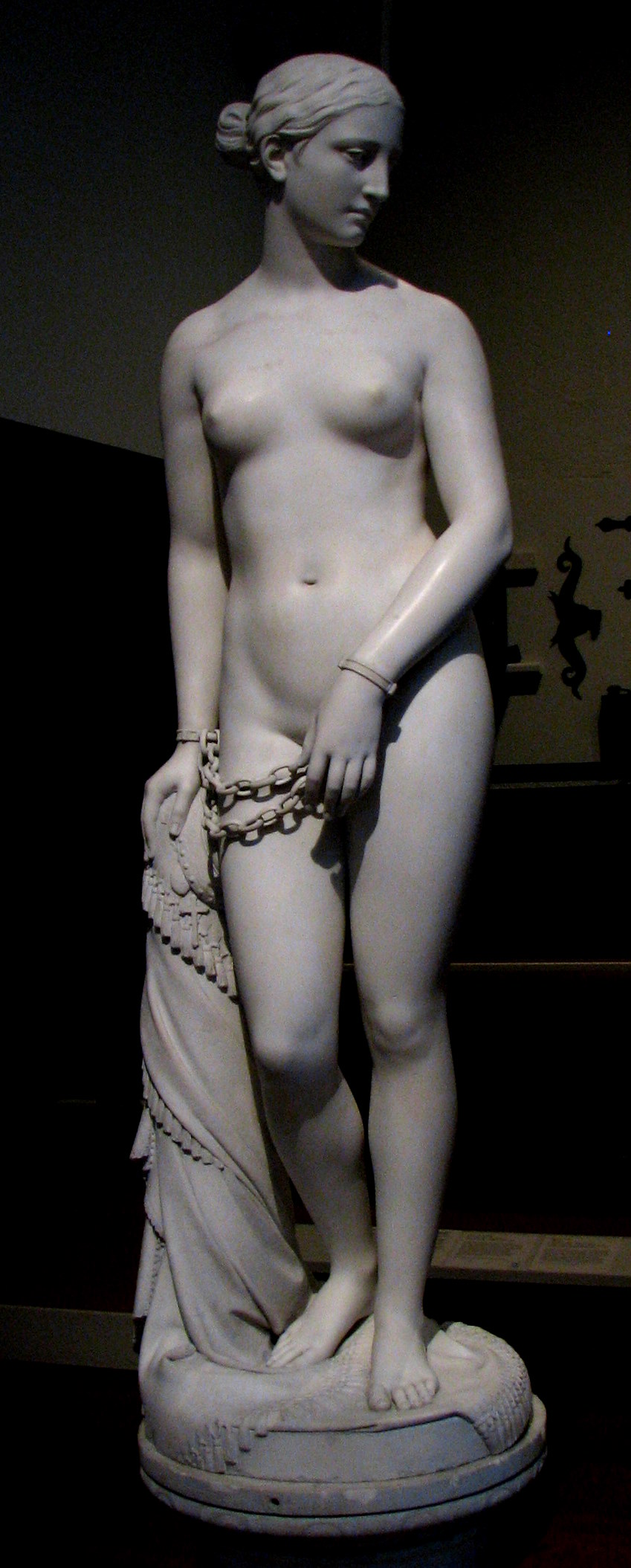
L'Esclave grecque